# 부가티 투르비용
부가티 투르비용(프랑스어: Bugatti Tourbillon)은 부가티에서 2026년부터 생산 예정인 하이브리드 스포츠카이다.
차명인 투르비용은 기계식 시계에 사용되는 밸런싱 구조인 투르비용 메커니즘의 이름에서 유래되었다.

## 디자인

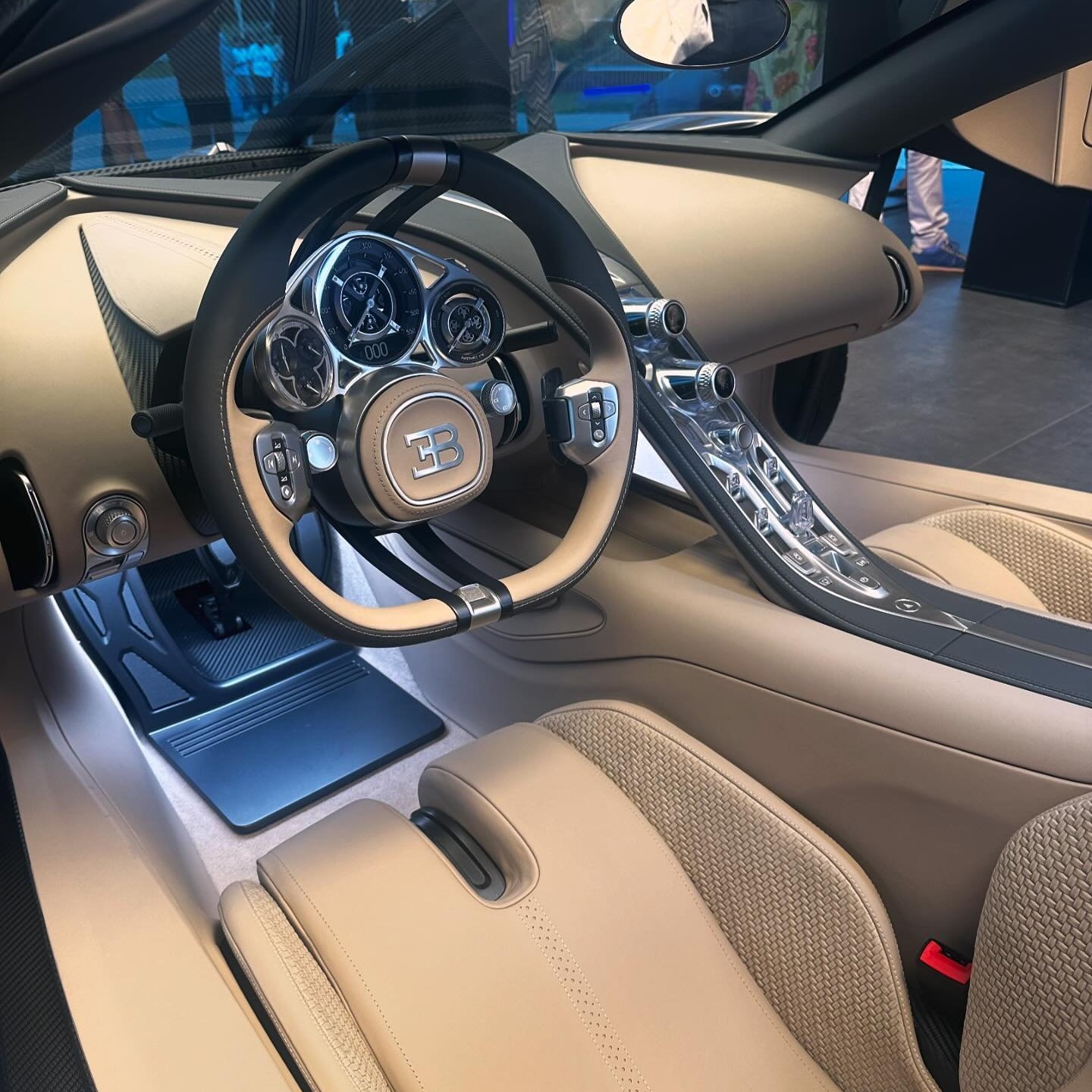
내부

부가티는 투르비용이 완전히 새로운 디자인이며, 기존 시론과 어떤 구성 요소도 공유하지 않는다고 밝혔지만, 부가티 브랜드의 혈통을 따라 말굽형 그릴, 중앙 스파인, C자 모양의 측면 차체 라인, 투톤 바디 컬러 등 주요 디자인 요소를 많이 공유한다.

## 사양

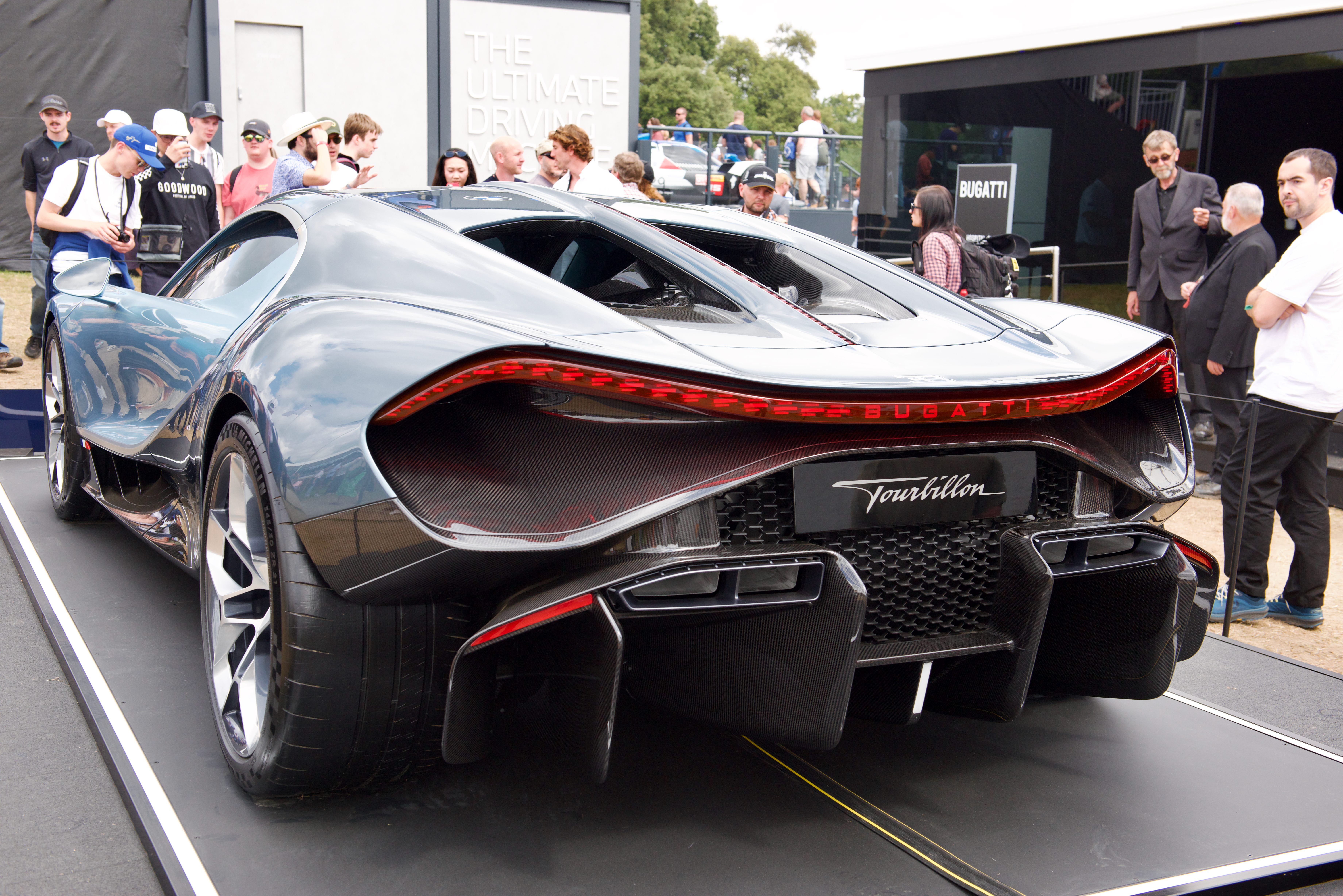
후면

자연 흡기 8,355 cc (8.4 L; 509.9 cu in) V16 엔진으로 구동되며, Cosworth가 개발한 이 엔진은 보어 스트로크가 92 mm × 78.55 mm (3.62 in × 3.09 in)이고 3개의 전기 모터와 함께 구현되며, 2개는 전면 차축에, 1개는 후면 차축에 배치되어 있다. 1,000 PS (735 kW; 986 hp)의 출력과 900 N·m (664 lb·ft)의 토크를 낼 수 있고, 전기 모터는 결합 출력 800 PS (588 kW; 789 hp)를 내어 총 출력은 1,800 PS (1,324 kW; 1,775 hp)가 된다.부가티는 시론의 쿼드 터보차저 설정을 자연 흡기 엔진으로 대체하기로 한 선택은 경험을 "더욱 감성적으로" 만들고 엔진 레드라이닝을 9,000rpm으로 하여 더 높은 회전수를 허용하기 위한 것이라고 말하였다. V16은 크로스플레인 크랭크 디자인, 90도 뱅크 각도, 건식 섬프 윤활 시스템을 특징으로 한다. 엔진의 총 중량은 252 kg (556 lb)이다.

## 성능
투르비용은 2.0초 안에  0-100 km/h (62 mph)까지 가속할 수 있고, 5.0초 이내에 0–200 km/h (124 mph)까지 가속할 수 있으며, 10.0초 이내에 0–300 km/h (186 mph)까지 가속할 수 있고, 25.0초 이내에 0–400 km/h (249 mph)까지 가속할 수 있다. 속도 키를 사용하면 최고 속도가 445 km/h (277 mph)로 추산되고, 속도 키를 사용하지 않으면 380 km/h (236 mph)로 제한된다.